# Kosmos 1380
Kosmos 1380, sovjetski vojni navigacijski i komunikacijski satelit iz programa Kosmos. Vrste je Parus.
Lansiran je 18. lipnja 1982. godine u 11:58 s kozmodroma Pljesecka, s mjesta 132/2. Lansiran je u nisku orbitu oko planeta Zemlje raketom nosačem Kosmos-3M 11K65M. Orbita mu je bila 143 km u perigeju i 665 km u apogeju. Orbitne inklinacije bio je 82,90°. Spacetrackov kataloški broj je 13282. COSPARova oznaka je 1982-061-A. Zemlju je obilazio u 92,64 minute. Pri lansiranju bio je mase 810 kg. 
27. lipnja 1982. godine vratio se u atmosferu te dva dana prije modul S3M koji je kružio u niskoj orbiti.

## Vanjske poveznice
- N2YO.com Search Satellite Database (engl.)
- Celes Trak SATCAT Format Documentation (engl.)
- Kunstman  Arhivirana inačica izvorne stranice od 12. kolovoza 2019. (Wayback Machine) Satellites in Orbit (engl.)